# René Treviño Arredoñdo
René Oscar Treviño Arredondo (Piedras Negras, Coahuila, 4 de enero de 1935 - Tijuana, Baja California, 21 de septiembre de 2022) fue un político mexicano, recordado por haber sido el 11° alcalde de Tijuana, Baja California, durante el período del 1 de noviembre de 1980 al 31 de octubre de 1983.
Entre sus obras más recordadas, está la del entonces nuevo Palacio Municipal, localizado en la Zona Río, anteriormente localizada en la Calle Segunda de la Zona Centro. 

## Trayectoria política
Desde joven se inscribió a las filas del Partido Revolucionario Institucional, posteriormente cofundó la Agrupación Política de Baja California y perteneció al grupo Reyes Heroles, este último coordinado por Francisco de la Madrid, hermano del exgobernador Roberto de la Madrid Romandía. 
Sus primeros puestos en el servicio público fueron el de director del Consejo de Colaboración Municipal, recaudador de Rentas Municipal y Estatal y tesorero municipal. En 1970 formó parte de la plantilla del candidato José Manuel González Ramírez, por lo que al resultar electo, formó parte del cabildo del VI Ayuntamiento de Tijuana. 
En 1980 sería electo diputado local del distrito IX para la X Legislatura del Congreso del Estado de Baja California. En 1983, participó en las elecciones estatales de Baja California de 1983 y resultó electo presidente municipal de Tijuana. Su gestión estuvo marcada por la construcción del nuevo palacio municipal; así como el impulso a la cultura local mediante el Programa de Cultura Urbana. Además, fue en su administración que creó la Delegación Playas de Tijuana
En 1988 participó cómo candidato del PRI a las diputaciones locales, él en especial del distrito 5, siendo de hecho, el penúltimo diputado de extracción priista para esa demarcación electoral. Aspirante a la candidatura a gobernador en las elecciones de 1989, finalmente, fue Margarita Ortega Villa, la designada por el PRI, que eventualmente perdería ante Ernesto Ruffo Appel.
De igual manera, fue candidato del PRI a Senador en las elecciones intermedias de 1991, en las que fue derrotado por el panista Héctor Terán Terán y fue aspirante a la reelección no consecutiva a la alcaldía de Tijuana en la elección de 1995, siendo nuevamente derrotado por su contraparte del PAN, José Guadalupe Osuna Millán.  
Falleció el 21 de septiembre de 2022 a causa de un problema de salud. Fue honrado a cuerpo presente en el Palacio Municipal de Tijuana en una ceremonia ofrecida por el Ayuntamiento de Tijuana.